# John Leonard Riddell
John Leonard Riddell (Leyden, 20 febbraio 1807 – New Orleans, 7 ottobre 1865) è stato un botanico, chimico e medico statunitense.
Fu anche lettore di scienze, geologo, microscopista, numismatico, politico e autore di fantascienza.

## Biografia
Era il figlio di John Riddell e Lephe Gates. 
Riddel conseguì i diplomi di Bachelor of Arts (B.A.) e Master of Arts (M.A.) presso il Rensselaer Polytechnic Institute dal professore Amos Eaton e la laurea in Medicina (M.D.) presso il Cincinnati College nel 1836.
Fu lettore a Ogdensburg (New York) e quindi a Filadelfia e Cincinnati.
Dal 1836 fino alla sua morte avvenuta nel 1865, fu Professore di Chimica al Medical College della Louisiana (oggi Tulane University) a New Orleans. 
In questo periodo, inventò il primo microscopio con visione binoculare degli oggetti utilizzando una singola lente.
Nel 1850, egli iniziò una delle prime e più estese ricerche microscopiche americane sul colera.
Riddell pubblicò una storia di fantascienza, che narrava di un ex studente di nome Orrin Lindsay, che aveva viaggiato sulla Luna e su Marte.
In conseguenza delle sue esplorazioni botaniche del Texas, fu nominato fusore e raffinatore della Zecca di New Orleans, un incarico confermato dal Presidente John Tyler a seguito di una disputa interna alla zecca.
Verosimilmente, fu nominato Direttore della Posta di New Orleans, posizione che conservò anche durante la Guerra Civile nonostante le nomine dei Confederati intendessero sostituirlo.
Attivo nella politica locale e dello Stato, sembra che rivendicasse di essere stato eletto Governatore della Louisiana nel novembre 1863 e che prestò giuramento nelle mani di un Giudice di Pace nel gennaio 1864.
In questo frangente, il Governatore militare George F. Shepley era ancora effettivamente in carica.
Il suo Governatorato fu respinto nel corso di un'inchiesta del Congresso per un'elezione contestata nella Casa.
Riddell è stato sepolto nel Metairie Cemetery di New Orleans.